# Послідовність Морзе — Туе

Анімація демонструє генерацію послідовності Морзе — Туе.

В математиці, послідовністю Морзе — Туе, називають двійкову послідовність яка починається так:
0 1 10 1001 10010110 1001011001101001….
Замість символів 1 та 0 можна використати будь-яку іншу пару, логічна структура послідовності Морзе — Туе не залежить від символів що використовуються для її представлення.

## Задання
Існує кілька способів задати послідовність Морзе — Туе:

### Пряме задання
Щоб обчислити n-тий елемент {\displaystyle t_{n}}, запишіть номер {\displaystyle n} в двійковій формі. Якщо число одиниць в цьому двійковому записі непарне, тоді {\displaystyle t_{n}=1}, якщо ж парне, то {\displaystyle t_{n}=0}.

### Рекурсивне задання
Послідовність {\displaystyle t_{n}} можна задати так:
{\displaystyle {\begin{cases}t_{0}=0\\t_{2n}=t_{n}\\t_{2n+1}=1-t_{n}\end{cases}}\forall n\in \mathbb {N} }

### L-система
Послідовність Морзе — Туе — це вивід наступної системи Лінденмаєра:
```
  
Змінні
  0  1
  
Константи
  немає
  
Аксіома
      0
  
Правила
      (0 → 01), (1 → 10)
```

### Конкатенація з результатом побітового «не»
Послідовність Морзе — Туе, у формі що дається вище як послідовність бітів, може описуватись рекурсивно з використанням оператора побітового заперечення.
Перший елемент — 0.
Якщо перших {\displaystyle 2^{n}} елементів визначені, і формують послідовність {\displaystyle s}, тоді наступні {\displaystyle 2^{n}} елементів є побітовим запереченням {\displaystyle s}. Таким чином ми описали перших {\displaystyle 2^{n+1}} елементів, і продовжимо рекурсію для них.
Якщо розписати кілька перших кроків:
1. Починаємо з нуля. Отримуємо 0
2. Побітовим запереченням нуля є 1. Отримуємо 01
3. Побітовим запереченням 01 є 10. Отримуємо 0110
4. Побітовим запереченням 0110 є 1001. Отримуємо 01101001
5. І так далі. Дивіться анімацію на початку статті.

## Деякі властивості

### Фрактали та черепашача графіка
Черепашача графіка — це крива, що генерується автоматом, який керується послідовністю команд.
Якщо елементи послідовності Морзе — Туе інтерпретувати так:
- Якщо t(n) = 0, переміститись вперед на одиницю,
- Якщо t(n) = 1, повернутись проти годинникової стрілки на кут π/3,

Крива яку отримуємо в результаті збігається до сніжинки Коха, фрактальної кривої нескінченної довжини, що міститься в скінченній площі. Це ілюструє фрактальну природу послідовності Морзе — Туе.